# Nadagara hypomerops
Nadagara hypomerops is een vlinder uit de familie van de spanners (Geometridae). De wetenschappelijke naam van de soort is voor het eerst geldig gepubliceerd in 1928 door Louis B. Prout.
De soort werd in 1924-25 verzameld op het eiland Upolu (Samoa).